# Сент Мартинвил (Луизијана)
Сент Мартинвил (енгл. St. Martinville) град је у америчкој савезној држави Луизијана.

## Демографија
По попису из 2010. године број становника је 6.114, што је 875 (-12,5%) становника мање него 2000. године.
| Група             | 2000.         | 2010.         |
| Белци             | 2.469 (35,3%) | 2.131 (34,9%) |
| Афроамериканци    | 4.392 (62,8%) | 3.835 (62,7%) |
| Азијати           | 10 (0,1%)     | 8 (0,1%)      |
| Хиспаноамериканци | 73 (1,0%)     | 84 (1,4%)     |
| Укупно            | 6.989         | 6.114         |